# Siikosaari (ö i Birkaland, Tammerfors, lat 61,32, long 23,68)
Siikosaari är en ö i Finland. Den ligger i sjön Pyhäjärvi och i kommunen Lembois i den ekonomiska regionen Tammerfors och landskapet Birkaland, i den södra delen av landet, 140 km nordväst om huvudstaden Helsingfors. Öns area är 2,4 hektar och dess största längd är 270 meter i öst-västlig riktning.